# Ash vs Evil Dead
Az Ash vs Evil Dead amerikai horror-vígjáték televíziós sorozat, melyet Sam Raimi, Ivan Raimi és Tom Spezialy készített az amerikai Starz számára. A sorozat az 1981 óta futó, Sam Raimi által készített Gonosz halott univerzumban játszódik. A főszereplőt, Ash Williamset ismételten Bruce Campbell alakítja, de mellette felbukkan még Ray Santiago, Dana DeLorenzo és Lucy Lawless.
Az első évad premierje 2015. október. 31-én volt, de az első évad premierje előtt három nappal a Starz már megújította a sorozatot egy második évadra, amely 2016. október. 3-án indult. Ezután a Starz megújította a harmadik évadra, ennek premierje 2018. február. 25-én volt. A Starz 2018. április. 29-én, a harmadik évad után törölte a sorozatot. 2022 júliusában, Bruce Campbell úgy nyilatkozott, hogy készül a sorozat animációs folytatása.
Magyarországon a Cinemax sugározta, 2016. március. 5-től. A magyar szinkronos változatban Ash Williams magyar hangja, Kautzky Armand volt.

## Történet
A sorozat 30 évvel, a három  Gonosz halott film után után játszódik. Ash Williams (Bruce Campbell), az előző filmek főszereplője, teljesen hátra hagyta a démonirtást. Jelenleg árufeltöltőként dolgozik, a "Value Stopban." Együtt dolgozik egyik barátjával, a fiatal mexikói sráccal, Pablóval (Ray Santiago), és Pablo szerelmével, Kellyvel (Dana DeLorenzo). Ash eléggé elpunnyadt miután visszatért Kr. u. 1300-ból, A sötétség seregének végén. Ash egy lakó kocsiban lakik, ahol a Holtak könyvét, a Necronomicont is tartja. Azonban egyik este, betépve elszavalja a könyv fő varázsigéjét, így a gonosz ismét felébred. Ash eleinte menekülni próbálna a múltja és a gonosz elől, de ráébred, hogy az egyetlen módja a túlélésnek, ha újra felcsatolja magának a kézfejre erősíthető láncfűrészét, és fogja a puskáját, és legyőzi a gonoszt. Pablo és Kelly pedig csatlakoznak Ashhez, hogy legyőzzék a gonoszt, és megmentsék az emberiséget.

## Szereplők
| Színész                | Szereplő                  | Szinkronhang                                        |
| ---------------------- | ------------------------- | --------------------------------------------------- |
| Bruce Campbell         | Ash Williams              | Kautzky Armand                                      |
| Ray Santiago           | Pablo Bolivar             | Hamvas Dániel                                       |
| Dana DeLorenzo         | Kelly Maxwell             | Bánfalvi Eszter (1. évad) Szilágyi Csenge (2. évad) |
| Jill Marie Jones       | Amanda Fisher             | Kisfalvi Krisztina                                  |
| Lucy Lawless           | Ruby Knowby               | Spilák Klára                                        |
| Samara Weaving         | Heather                   | Gáspár Kata                                         |
| Lee Majors             | Brock Williams            | Szersén Gyula                                       |
| Michelle Hurd          | Linda Bates-Emery         | Ősi Ildikó                                          |
| Stephen Lovatt         | Thomas Emery              | Pusztaszeri Kornél                                  |
| Ted Raimi              | Chet Kaminski             | Kassai Károly                                       |
| Pepi Sonuga            | Lacey Emery               | Eke Angéla                                          |
| Arielle Carver-O'Neill | Brandy Barr               | Lamboni Anna                                        |
| Lindsay Farris         | Dalton                    | Szabó Máté                                          |
| Hemky Madera           | El Brujo                  | Törköly Levente                                     |
| Joel Tobeck            | Baal                      | Kárpáti Levente                                     |
| Nicholas Hope          | Raymond Knowby professzor | Rosta Sándor                                        |

## Epizódok
| Évad | Évad | Részek száma | Részek száma | Eredeti sugárzás  | Eredeti sugárzás   | Eredeti adó | Magyar sugárzás   | Magyar sugárzás  | Magyar adó |
| Évad | Évad | Részek száma | Részek száma | Évadbemutató      | Évadzáró           | Eredeti adó | Évadbemutató      | Évadzáró         | Magyar adó |
| ---- | ---- | ------------ | ------------ | ----------------- | ------------------ | ----------- | ----------------- | ---------------- | ---------- |
|      | 1.   | 10           | 10           | 2015. október 31. | 2016. január 2.    | Starz       | 2016. március 5.  | 2016. május 7.   | Cinemax    |
|      | 2.   | 10           | 10           | 2016. október 2.  | 2016. december 11. | Starz       | 2017. január 28.  | 2017. április 1. | Cinemax    |
|      | 3.   | 10           | 10           | 2018. február 25. | 2018. április 29.  | Starz       | 2018. április 14. | 2018. június 16. | Cinemax    |

### 1. évad (2015–2016)
| Sor. | Év. | Cím                                        | Rendező            | Író                                         | Premier                              |
| ---- | --- | ------------------------------------------ | ------------------ | ------------------------------------------- | ------------------------------------ |
| 1.   | 1.  | A főnök (El Jefe)                          | Sam Raimi          | Sam Raimi & Ivan Raimi & Tom Spezialy       | 2015. október. 31 2016. március. 5   |
| 2.   | 2.  | A csali (Bait)                             | Michael J. Bassett | Dominic Dierkes                             | 2015. november. 7 2016. március. 12  |
| 3.   | 3.  | Könyvek a túl világról (Books from Beyond) | Michael J. Bassett | Sean Clements                               | 2015. november. 14 2016. március. 19 |
| 4.   | 4.  | Brujo (Brujo)                              | David Frazee       | James E. Eagen                              | 2015. november. 21 2016. március. 26 |
| 5.   | 5.  | A gazdatest (The Host)                     | David Frazee       | Zoe Green                                   | 2015. november. 28 2016. április. 2  |
| 6.   | 6.  | Gyilkosok gyilkosa (The Killer of Killers) | Michael Hurst      | Nate Crocker                                | 2015. december. 5 2016. április. 9   |
| 7.   | 7.  | Robbanásveszély (Fire in the Hole)         | Michael Hurst      | Sean Clements, Dominic Dierkes & Ivan Raimi | 2015. december. 12 2016. április. 16 |
| 8.   | 8.  | Ashből sosem elég (Ashes to Ashes)         | Tony Tilse         | Michael J. Bassett                          | 2015. december. 19 2016. április. 23 |
| 9.   | 9.  | Bőrkötés (Bound in Flesh)                  | Tony Tilse         | Rob Wright                                  | 2015. december. 26 2016. április. 30 |
| 10.  | 10. | A sötétség úrnője (The Dark One)           | Rick Jacobson      | Craig DiGregorio                            | 2016. január. 2 2016. május. 7       |

### 2. évad (2016)
| Sor. | Év. | Cím                                   | Rendező            | Író                          | Premier                              |
| ---- | --- | ------------------------------------- | ------------------ | ---------------------------- | ------------------------------------ |
| 11.  | 1.  | Otthon (Home)                         | Rick Jacobson      | Craig DiGregorio             | 2016. október. 2 2017. január. 28    |
| 12.  | 2.  | A hullaház (The Morgue)               | Tony Tilse         | Cameron Welsh                | 2016. október. 9 2017. február. 4    |
| 13.  | 3.  | Záróra (Last Call)                    | Tony Tilse         | Noelle Valdivia              | 2016. október. 16 2017. február. 11  |
| 14.  | 4.  | Kéjutazás (DUI)                       | Michael J. Bassett | Ivan Raimi                   | 2016. október. 23 2017. február. 18  |
| 15.  | 5.  | Áll a bál (Confinement)               | Michael J. Bassett | William Bromell              | 2016. október. 30 2017. február. 25  |
| 16.  | 6.  | Az ostrom (Trapped Inside)            | Mark Beesley       | James E. Eagan               | 2016. november. 6 2017. március. 4   |
| 17.  | 7.  | Téveszme (Delusion)                   | Mark Beesley       | Hank Chilton                 | 2016. november. 13 2017. március. 13 |
| 18.  | 8.  | Ashy nyesi (Ashy Slashy)              | Tony Tilse         | Suzanne Keilly & Aaron Lam   | 2016. november. 20 2017. március. 18 |
| 19.  | 9.  | Hazatérés (Home Again)                | Rick Jacobson      | Jennifer Ames & Steve Turner | 2016. december. 4 2017. március. 25  |
| 20.  | 10. | Második eljövetel (The Second Coming) | Rick Jacobson      | Luke Kalteux                 | 2016. december. 11 2017. április. 1  |

### 3. évad (2018)
| Sor. | Év. | Cím                                      | Rendező                    | Író            | Premier                             |
| ---- | --- | ---------------------------------------- | -------------------------- | -------------- | ----------------------------------- |
| 21.  | 1.  | Család (Family)                          | Mark Beesley               | Mark Verheiden | 2018. február. 25 2018. április. 14 |
| 22.  | 2.  | Hármas béke (Booth Three)                | Mark Beesley               | Rob Fresco     | 2018. március. 4 2018. április. 21  |
| 23.  | 3.  | Tetszhalottak (Apparently Dead)          | Diego & Andres Meza-Valdes | Ivan Raimi     | 2018. március. 11 2018. április. 28 |
| 24.  | 4.  | Lezáratlan ügy (Unfinished Business)     | Daniel Nettheim            | Nicki Paluga   | 2018. március. 18 2018. május. 5    |
| 25.  | 5.  | Kis rémálom (Baby Proof)                 | Daniel Nettheim            | Luke Kalteaux  | 2018. március. 25 2018. május. 12   |
| 26.  | 6.  | Mesék az átjáróból (Tales from the Rift) | Regan Hall                 | Aaron Lam      | 2018. április. 1 2018. május. 19    |
| 27.  | 7.  | Hátbaszúrás (Twist and Shout)            | Mark Beesley               | Caitlin Meares | 2018. április. 8 2018. május. 26    |
| 28.  | 8.  | Túl az átjárón (Riftin Apart)            | Mark Beesley               | Bryan Hill     | 2018. április. 15 2018. június. 2   |
| 29.  | 9.  | Ítélet nap (Judgement Day)               | Rick Jacobson              | Rick Jacobson  | 2018. április. 22 2018. június. 9   |
| 30.  | 10. | Végső próbatétel (The Mettle of Man)     | Rick Jacobson              | Rick Jacobson  | 2018. április. 29 2018. június. 16  |

## Gyártás
A sorozat eleinte a franchise negyedik filmjének indult. Abban az időben, a Raimi fivérek úgy érezték nem tudnának elegendő pénzt és támogatók szerezni a negyedik filmhez, így átgondolták az ötletet és sorozat formában kezdték megírni. A projektet először Sam Raimi mutatta be, a 2014-es San Diegoi Comic Conon. Még novemberben Starz bejelentette, hogy hivatalosan is megrendelték a sorozatot. Campbell szerint ez a csatorna az egyetlen hálózat, amely lehetővé teszi számukra, hogy véresek és korlátlanok legyenek; Campbell kijelentette, hogy a Starz nem követeli meg a stábtól, hogy készítsen alternatív, "családbarát" verziókat a televízió számára.
A sorozat pilot epizódját Sam Raimi (aki rendezte is), Ivan Raimi és Tom Spezialy írta. 2015 februárjában az eredeti filmsorozat producere, Robert Tapert visszatért, hogy Raimivel, Campbellel és Craig DiGregorióval együtt készítse el a sorozatot. Ray Santiago és Dana DeLorenzo kapta Pablo Simon Bolivar és Kelly Maxwell főszerepét, Jill Marie Jones pedig Amanda Fisher, a Michigan állami rendőrtiszt szerepét kapta. 2015 márciusában jelentették be, hogy Lucy Lawless kapta Ruby szerepét, aki egy titokzatos figura, aki a gonosz megállítására törekszik, és úgy gondolja, hogy Ash az oka mindennek. 2015 áprilisában a Starz kiadott egy új előzetest, amely a 2015 őszén érkező 1. évadot hirdeti, valamint megjelent a sorozat új posztere.  A forgatás még abban a hónapban elkezdődött az új-zélandi Aucklandben.
A Universal Pictures-zel kapcsolatos jogi problémák miatt A sötétség seregének eseményeit nem lehetett konkrétan megemlíteni az első évadban. 2015 áprilisában a producerek egyértelművé tették, hogy meg akarják oldani a problémát, 2016 közepén pedig Robert Tapert producer kijelentette, hogy a jogkérdést megoldották, és utalások A sötétség seregére a második évadtól fog megjelenni.